# Bucerius Institute for Research of Contemporary German History and Society
Das Bucerius Institute for Research of Contemporary German History and Society an der Universität Haifa wurde 2001 durch die ZEIT-Stiftung Ebelin und Gerd Bucerius gegründet. 
Am Institut wird zur zeitgenössischen Geschichte sowie zur sozialen, politischen und kulturellen Gegenwart Deutschlands gearbeitet. Damit soll eine intensivere Beschäftigung mit diesen Themen an der Universität Haifa sowie die Förderung des akademischen Austauschs in Deutschland, im übrigen Europa und in Israel angeregt werden. Die Gründerin und erste Direktorin des Instituts war Yfaat Weiss. Seit 2008 ist Amos Morris-Reich der Direktor des Bucerius Instituts.

## Forschung
Das Institut fördert die Forschung im Bereich der Zeitgeschichte und der sozialen, kulturellen und politischen Realität in Deutschland und arbeitet daran, ein größeres Verständnis für das moderne Deutschland in der akademischen Gemeinschaft zu fördern. Des Weiteren unterstützt es den akademischen Austausch zwischen Deutschland, Europa und Israel.
Thematisch und methodisch beschäftigt es sich mit Identitätsbildung, Migration, Integration, Multikulturalität, Staatsbürgerschaft und Liberalismus und verstärkt auch den Themen "Rasse", "Visuelle Geschichte" und Wissenschaftsgeschichte im deutschen, israelischen und europäischen Kontext. Das Bucerius Institute sieht sich als Quelle für Informationen über das Deutschland der Nachkriegszeit und gegenwärtige Entwicklungen in Europa für Studenten und Wissenschaftler an der Universität in Haifa und der Öffentlichkeit.

## Akademische und Öffentlichkeitsarbeit
Das Institut organisiert jedes Jahr Konferenzen, Workshops und Gastvorträge, wie beispielsweise "Queer experiences during the Third Reich and the Holocaust", "Perspectives on Contemporary Iran and Iranian Culture in Germany and Israel" and "Concepts of 'Race' in the History of the Humanities". Darüber hinaus haben u. a. Rita Süssmuth, Josef Joffe und Wolf Biermann im Rahmen von Sonderveranstaltungen Vorträge gehalten.
In regelmäßigen Abständen organisiert das Institut besondere Veranstaltungen, wie Filmfestivals und Musikaufführungen. 2007 nahm das Institut an der Organisation eines DEFA/DDR-Filmfestivals zu dem Thema "German Cinema from Behind the Iron Curtain" teil und veranstaltete 2008 ein Musicaldrama mit dem Titel "The Myth and the Real Life of Marlene Dietrich".

## Stipendien und akademischer Austausch
Das Bucerius Institut unterhält ein Stipendien- und Austauschprogramm, mit dem israelische und deutsche Nachwuchswissenschaftler unterstützt werden. Auf Einladung des Bucerius Institutes kamen zudem internationale Gastwissenschaftler an die Universität Haifa. 
Ergebnis dieser Zusammenarbeit sind Kooperationen mit dem Leo Baeck Institut, der German-Israeli Foundation for Scientific Research and Development, dem Simon-Dubnow-Institut für jüdische Geschichte und Kultur, dem Institut für die Geschichte der deutschen Juden, dem Hamburger Institut für Sozialforschung, der Arbeitsgruppe "Biologiedidaktik" an der Universität Jena, den in Israel vertretenen deutschen Stiftungen und anderen wissenschaftlichen Einrichtungen in Deutschland.

## Publikationen
Im März 2005 veröffentlichte das Bucerius Institute den Sammelband "Memory and Amnesia: The Holocaust in Germany", herausgegeben von Gilad Margalit und Yfaat Weiss in Hebräisch. Dieser Band enthält das Ergebnis des einwöchigen Workshops, der 2001/2002 von Wissenschaftlern auf dem Gebiet des Holocaust in Israel, Deutschland, Europa und den Vereinigten Staaten durchgeführt wurde.

Darüber hinaus wurden einige Essays von der Konferenz "Europe and Israel: What Next?" zu dem Thema "Remigration" in dem "Leo Baeck Institute Year Book 2004" aufgenommen.
Außerdem publizierte das Institut die Ergebnisse seiner Konferenz "Deadly Neighbors" in einer Ausgabe der Zeitschrift "Mittelweg 36".

Es gibt Publikationen von assoziierten Mitgliedern des Instituts, die sich mit der aktuellen Geschichte von Deutschland und der Beziehung zwischen Juden und Nichtjuden in Deutschland, Europa und Israel befassen.